# Alton (Utah)
Alton je město v okrese Kane County ve státě Utah ve Spojených státech amerických. V roce 2020 zde žilo 118 obyvatel a s celkovou rozlohou 5,5 km² byla hustota zalidnění 21,5 obyvatel na km².

## Demografie

### Sčítání 2020
Podle sčítání v roce 2020 zde žilo 118 obyvatel.

#### Rasové složení
- 94 % bílí Američané
- 1,8 % jiná rasa
- 4,2 % dvě nebo více ras

Obyvatelé hispánského nebo latinskoamerického původu, bez ohledu na rasu, tvořili 2,5 % populace.

### Sčítání 2010
Podle sčítání lidu Spojených států amerických v roce 2010 zde žilo 119 obyvatel.

#### Rasové složení
- 89,1 % bílí Američané
- 2,5 % Indiáni
- 2,5 % asijští Američané
- 1,7 % jiná rasa
- 4,2 % dvě nebo více ras[4]

## Počasí
| Alton. Utah – podnebí       | Alton. Utah – podnebí | Alton. Utah – podnebí | Alton. Utah – podnebí | Alton. Utah – podnebí | Alton. Utah – podnebí | Alton. Utah – podnebí | Alton. Utah – podnebí | Alton. Utah – podnebí | Alton. Utah – podnebí | Alton. Utah – podnebí | Alton. Utah – podnebí | Alton. Utah – podnebí | Alton. Utah – podnebí |
| Období                      | leden                 | únor                  | březen                | duben                 | květen                | červen                | červenec              | srpen                 | září                  | říjen                 | listopad              | prosinec              | rok                   |
| --------------------------- | --------------------- | --------------------- | --------------------- | --------------------- | --------------------- | --------------------- | --------------------- | --------------------- | --------------------- | --------------------- | --------------------- | --------------------- | --------------------- |
| Nejvyšší teplota [°C]       | 17,8                  | 20                    | 24,4                  | 27,2                  | 32,2                  | 35                    | 37,2                  | 35                    | 32,8                  | 28,9                  | 23,3                  | 19,4                  | 37,2                  |
| Průměrné denní maximum [°C] | 4,1                   | 5,7                   | 8,8                   | 14,1                  | 19,4                  | 24,8                  | 27,9                  | 26,6                  | 23,1                  | 17                    | 10                    | 5,3                   | 15,6                  |
| Průměrná teplota [°C]       | −2,7                  | −1,2                  | 1,6                   | 5,9                   | 10,5                  | 15,2                  | 18,9                  | 18                    | 14,2                  | 8,8                   | 2,6                   | −1,6                  | 7,5                   |
| Průměrné denní minimum [°C] | −9,4                  | −7,9                  | −5,6                  | −2,2                  | 1,6                   | 5,7                   | 10                    | 9,3                   | 5,4                   | 0,5                   | −4,9                  | −8,4                  | −0,5                  |
| Nejnižší teplota [°C]       | −28,9                 | −27,2                 | −21,7                 | −18,9                 | −15                   | −5                    | −3,9                  | 0                     | −6,7                  | −18,9                 | −20,6                 | −31,1                 | −31,1                 |
| Průměrné srážky [mm]        | 48                    | 45                    | 41                    | 27                    | 21                    | 14                    | 36                    | 44                    | 37                    | 38                    | 31                    | 43                    | 425                   |
| Sněžení [cm]                | 53,6                  | 49                    | 35,3                  | 11,9                  | 1,5                   | 0,2                   | 0                     | 0                     | 0                     | 3                     | 16,3                  | 41,9                  | 212,7                 |
| Zdroj: Weatherbase          |                       |                       |                       |                       |                       |                       |                       |                       |                       |                       |                       |                       |                       |